# Tricharaea indonata
Tricharaea indonata är en tvåvingeart som först beskrevs av Guilherme A.M.Lopes 1956.  Tricharaea indonata ingår i släktet Tricharaea och familjen köttflugor.
Artens utbredningsområde är Surinam. Inga underarter finns listade i Catalogue of Life.